# SM U-66 (1915)
SM U-66 – okręt prototypowy typu U-66 okrętów podwodnych używanych przez marynarkę wojenną Cesarstwa Niemieckiego Kaiserliche Marine w czasie I wojny światowej.
Okręt podwodny został zamówiony w niemieckim przedsiębiorstwie stoczniowym Friedrich Krupp Germaniawerft z siedzibą w Kilonii jako pierwsza jednostka typu U-7 dla floty Austro-Węgier Kaiserliche und Königliche Kriegsmarine. Po wybuchu I wojny światowej w październiku 1914 roku dowództwo floty Austro-Węgier doszło do wniosku, że niemożliwe jest dostarczenie okrętu do portu na Morzu Adriatyckim przez Cieśninę Gibraltarską. W konsekwencji cały typ został sprzedany w listopadzie 1914 roku niemieckiej Kaiserliche Marine. Ze względu na to, że pod niemiecką banderą pływał już okręt SM „U-7” zmieniono numerację całego typu nowych łodzi podwodnych na U-66 i, analogicznie, SM „U-7” na SM „U-66”.

## Projekt i budowa
1 lutego 1913 roku Cesarsko-Królewska Marynarka Wojenna zamówiła w przedsiębiorstwie Friedrich Krupp Germaniawerft pięć okrętów podwodnych nowego typu U-7, znanego także jako typ UD według projektu 506d.
Typ U-7 był planowany przez marynarkę Austro-Węgier jako unowocześniona wersja typu U-3, zaprojektowanego przez Friedrich Krupp Germaniawerft. Projekt zakładał, że okręt będzie miał wyporność 695 ton na powierzchni i 885 ton w zanurzeniu; jego długość całkowita miała wynosić 69 m, szerokość całkowita – 6,30 m, a zanurzenie – 3,78 m. Według specyfikacji miał być wyposażony w dwa wały napędowe i dwa bliźniacze silniki o zapłonie samoczynnym o łącznej mocy 2.300 bhp (1700 kW) przeznaczone do pływania po powierzchni z prędkością wynoszącą maksymalnie 17 węzłów (31 km/h). Ponadto miał mieć dwa bliźniacze silniki elektryczne o łącznej mocy 1.240 bhp (920 kW) używane w zanurzeniu do poruszania się z prędkością wynoszącą maksymalnie 11 węzłów (20 km/h). Okręt miał być uzbrojony w pięć wyrzutni torped kalibru 450 mm – cztery na dziobie i jedną na rufie – oraz jedno działo pokładowe kalibru 66 mm.
Stępki „U-7” i siostrzanego „U-8” zostały położone 1 listopada 1913 roku i rozpoczęła się budowa okrętów. Miała trwać od 29 do 33 miesięcy, ale ani jeden okręt nie został ukończony przed wybuchem I wojny światowej w sierpniu 1914 roku. Jako że okręty były budowane w stoczni w Kilonii nad Morzem Bałtyckim, dowództwo floty Austro-Węgier doszło do wniosku, że niemożliwe jest dostarczenie ich do portów na Morzu Adriatyckim – jak miało to miejsce w roku 1909 z okrętami typu U-3 – gdyż wiązałoby się to z koniecznością przepłynięcia przez pozostającą pod kontrolą Wielkiej Brytanii Cieśninę Gibraltarską. W rezultacie 28 listopada 1914 roku wszystkie pięć zamówionych okrętów sprzedano niemieckiej Kaiserliche Marine.
Numer okrętu został zmieniony z „U-7” na „U-66” i jednostka została dostosowana do niemieckich standardów: zwiększono wyporność na powierzchni o 96 ton, wyporność po zanurzeniu o 48 ton, w rezultacie oba parametry osiągnęły wartość odpowiednio 791 i 933 ton. Oprócz tego zwiększono zanurzenie z 3,78 na 3,81 m. Przebudowa dotyczyła także uzbrojenia: zwiększono liczbę torped z 9 do 12, a także zamontowano działo pokładowe 88 mm KL/30.

## Wczesna kariera
SM „U-66” został zwodowany 22 kwietnia 1915 roku. 23 lipca natomiast odbyła się ceremonia podniesienia bandery Kaiserliche Marine. Wtedy też dowództwo objął mający za sobą trzynaście lat służby w marynarce wojennej 31-letni Kapitänleutnant Thorwald von Bothmer. 17 października przydzielono okręt do Flotylli Bałtyckiej (niem. U-Boote der Ostseestreitkräfte V. Unterseeboots-Halbflottille).
Pod koniec września brytyjska flota łodzi podwodnych na Bałtyku rozpoczęła ofensywę przeciwko flocie niemieckiej chcąc nie dopuścić do swobodnego transportu surowców, szczególnie rudy żelaza, z neutralnej Szwecji do Niemiec. Część odpowiedzi Niemców. 15 stycznia 1916 roku okręt został przeniesiony do 4 flotylli (niem. IV. Unterseeboots-Halbflottille) gdzie dołączył do siostrzanych U-67 i U-68.

## Druga niemiecka ofensywa
W lutym 1916 roku Niemieckie okręty podwodne rozpoczęły drugą ofensywę przeciwko statkom kierującym się w stronę brytyjskich portów. Tak jak w przypadku pierwszej ofensywy okręty te zostały ulokowane wokół Szkocji miały patrolować Morze Irlandzkie i zachodnie wejście do kanału La Manche. Po raz pierwszy można zaobserwować działalność jednostki „U-66” w tej operacji 5 kwietnia 1916 roku. Tego dnia ów okręt znajdował się niedaleko Fastnet Rock i nawiązał kontakt z brytyjskim 3.890-tonowym statkiem towarowym „Zent” płynącym z Garston do kolumbijskiego Santa Marta na balaście. U-66 storpedował go i zatopił wraz z 49 członkami załogi na pokładzie w odległości 28 mil morskich (52 km) od Fastnet Rock. Uratowano kapitana i 9 żeglarzy, a następnie przetransportowano ich do Queenstown. Przez następne dwa dni U-66 zniszczył dwa statki francuskie: 151-tonowy „Binicaise” i przewożący sól 397-tonowy smack „Sainte Marie” 30 mil na zachód od wysp Scilly. 8 kwietnia opisywany okręt ostrzegł w odległości 18 mil morskich (33 km) od wyspy Ouessant załogę płynącego pod hiszpańską banderą z Liverpoolu do Hawany 3.346-tonowego parowca „Santanderino” dając jej 15 minut na opuszczenie statku, po czym zatopił go. 4 osoby utonęły w czasie ewakuacji, a 36 rozbitków zostało uratowanych przez duński parowiec i wysadzonych w porcie w Zatoce Biskajskiej.
9 kwietnia 1916 roku „U-66” zatopił trzy statki handlowe: najpierw w odległości 18 mil morskich (33 km) od Ouessant 4.341-tonowego „Eastern City” płynącego na balaście z Saint-Nazaire do Barry Roads. Całą załogę udało się uratować i bezpiecznie wysadzić na ląd 11 kwietnia. Następną ofiarą U-66 był 2.888-tonowy „Glenalmond” przewożący wtedy rudę żelaza z Bilbao do Clyde. Torpedy zatopiły go w odległości 27 mil morskich (50 km) na północ od Ouessant, jednak całej załodze statku udało się przeżyć. Ostatnim statkiem zatopionym 9 kwietnia przez U-66 był dwudziestoletni norweski parowiec „Sjølyst” płynący na balaście z Nantes do Manchesteru. Zatonął w odległości 24 km na północ od Ouessant, a kapitanowi i całej załodze udało się ujść z życiem – zostali uratowani przez brytyjski parowiec „Libra” i wysadzeni na ląd w Cardiff.
10 kwietnia 1916 roku „U-66” zatopił dwa ostatnie statki w tym miesiącu. Pierwszy z nich – brytyjski parowiec „Margam Abbey” o wyporności 4.471 ton płynący na balaście z Bordeaux do Barry Roads zatonął w odległości 55 mil morskich (102 km) na południowy zachód od półwyspu Lizard – był jak dotąd największym statkiem zatopionym przez „U-66”. Tego samego dnia jednostka storpedowała niedaleko Land’s End włoski 2.367-tonowy transportowiec „Unione” załadowany węglem przewożonym z Clyde do Genuy. W ten sposób „U-66” w ciągu sześciu dni zatopił osiem statków o tonażu wynoszącym razem 22.848 ton. Na rozkaz cesarza Franciszka Józefa I nowy dowódca Hochseeflotte wiceadmirał Reinhard Scheer 24 kwietnia 1916 roku nakazał zaprzestanie ofensywy przeciwko statkom handlowym i powrót do portów.

## Zasadzki na Grand Fleet
W połowie maja 1916 roku wiceadmirał Reinhard Scheer miał zamiar wprowadzić w życie plan przechwycenia części brytyjskiej Grand Fleet. Niemiecka Hochseeflotte miała uczynić wypad w stronę Sunderland w hrabstwie Tyne and Wear, aby wciągnąć część brytyjskiej floty w zasadzkę złożoną z okrętów podwodnych i zagród minowych. „U-66” był jednym z dziewięciu okrętów podwodnych, które wyszły w morze 17 maja by przez pięć dni przeszukiwać Morze Północne w poszukiwaniu okrętów Grand Fleet. 23 maja „U-66” wraz ze siostrzanym „U-70”, a także z „U-63”, „U-51”, „U-32”, „U-24” i „U-52” zajął pozycję w pobliżu Firth of Forth. Dwie pozostałe jednostki: „U-43” i „U-44” znajdowały się natomiast niedaleko Pentland Firth w miejscu, z którego miały zaatakować okręty floty brytyjskiej wychodzącej ze swej głównej bazy na Scapa Flow. Wszystkie okręty miały pozostawać w pogotowiu aż do 1 czerwca oczekując zaszyfrowanej wiadomości informujących o wypływających okrętach Grand Fleet. Admiralicja brytyjska otrzymała jednak wcześniej raport wywiadu dotyczący wyjścia w morze niemieckich okrętów podwodnych, co w połączeniu z brakiem danych o atakach Kaiserliche Marine na statki handlowe zrodziło w Brytyjczykach podejrzenia.

Po raz kolejny „U-66” pojawia się w źródłach pod datą 11 sierpnia, kiedy to w odległości 160 mil morskich (300 km) na wschód od Aberdeen zatopił norweską trójmasztową 613-tonową barkę „Inverdruie” transportującą drewno używane w górnictwie węgla kamiennego z Sandefjord do Hartlepool.
W sierpniu Niemcy przygotowali kolejną zasadzkę na brytyjską flotę planując po raz kolejny desant Hochseeflotte w Sunderland, co miało mieć miejsce w maju. Kaiserliche Marine miała wyjść w morze 18 sierpnia, by rankiem zniszczyć cele. „U-66” był jednym z 24 okrętów podwodnych, które uformowały pięć linii (niem. Standlinie) z północy na południe na szlaku, którym miały się poruszać okręty Grand Fleet. Standlinie II tworzyły: „U-63”, „U-49”, „U-45”, „U-66” i „U-64”. Uformowały one linię długości 35 mil morskich (65 km) w odległości 12 mil morskich (22 km) od Flamborough Head. Wszystkie jednostki miały być na stanowiskach o godzinie 8.00 19 sierpnia. Brytyjski wywiad znowu ostrzegł jednak Grand Fleet powodując, że jej okręty wypłynęły o godzinie 16.00 18 sierpnia, czyli pięć godzin przed jednostkami niemieckimi.
19 sierpnia o godzinie 4:45 „U-66” wystrzelił z odległości 910 m dwie torpedy w stronę brytyjskiego lekkiego krążownika HMS „Falmouth”, które trafiły w sterburtę okrętu. zalewając część dziobową i rufową. Maszynownia krążownika, znajdująca się na środku jednostki, pozostała jednak nienaruszona, co pozwoliło okrętowi podjąć próbę ucieczki w stronę Humber w eskorcie trzech niszczycieli i uzbrojonego trawlera. „U-66” starał się zatopić uszkodzony okręt, jednak wystrzelone przez niego torpedy chybiały celu. Wobec tego niemiecka jednostka po ok. dwóch godzinach przerwała pościg, przetrwawszy kilka ataków ze strony eskortujących niszczycieli. Wybuch bomby głębinowej uszkodził oświetlenie w „U-66”, a także zaczepy dwóch luków, przez co do wnętrza wlała się spora ilość wody nim udało się zlikwidować przeciek. HMS „Falmouth” zaś płynąc z prędkością dwóch węzłów (3,7 km/h) przeciął Standlinie II i został zatopiony przez „U-63” około północy z 20 na 21 sierpnia.
17 czerwca Kapitänleutnant von Bothmer został odwołany ze stanowiska dowódcy okrętu, na które powołano jego 31-letniego znajomego ze szkoły Kapitänleutnanta Gerharda Muhle, razem z którym wstąpił do marynarki wojennej w kwietniu 1902 roku. 9 lipca na zachód od Orkad okręt dowodzony przez nowego kapitana zatopił hiszpański 1.161-tonowy parowiec „Iparraguirre” transportujący drewno kopalniane do Santanderu z miejscowości Piteå i Bergen.
„U-66” pojawia się następnie pod koniec 1916 roku jako jeden z okrętów podwodnych eskortujących statek-pułapkę SMS „Wolf” do północnego Oceanu Atlantyckiego. SMS „Wolf” dowodzony przez Karla Augusta Nergera 30 listopada rozpoczął trwającą 15 miesięcy wyprawę na wody oceanów: Indyjskiego i Spokojnego. W czasie wypełniania powierzonych sobie obowiązków „U-66” zatopił 11 grudnia w odległości 4 mil morskich (7,4 km) na południowy zachód od wyspy Ryvingen norweski 1,090-tonowy parowiec „Bjor” płynący z Göteborga do Hull. Całej załodze udało się przeżyć, a 14 grudnia została ona bezpiecznie wysadzona na ląd. 11 grudnia „U-66” zatopił także niedaleko wyspy Oxö w pobliżu miejscowości Tornio na granicy szwedzko-fińskiej 311-tonowy szwedzki statek „Palander”.

## Nieograniczona walka okrętów podwodnych
Od początku I wojny światowej Royal Navy blokowała Niemcy uniemożliwiając, by statki państw neutralnych wpływały do niemieckich portów. Zimą 1916 – 1917 blokada ta spowodowała duże ograniczenie w imporcie żywności i paliwa do Niemiec, co z kolei przyczyniło się do wzrostu śmiertelności niemowląt i co najmniej 700.000 zgonów z głodu i hipotermii. Z tego powodu cesarz Wilhelm II Hohenzollern osobiście zatwierdził decyzję o rozpoczęciu 1 lutego 1917 roku nieograniczonej wojny podwodnej, która miała pomóc w zawarciu pokoju z Wielką Brytanią.
Pierwszą ofiarą „U-66” walczącej na nowych zasadach był norweski 1.733-tonowy parowiec „Gurre” przewożący rudę żelaza z Narwiku i Fredrikshald do Hull. Zginęło dwudziestu członków załogi. Tego samego dnia „U-66” napotkał na wschód od Szetlandów 1.005-tonowy statek transportowy „Livingstone” przewożący saletrę amonową ze Skien do Charante. Ładunek ten używany do produkcji materiałów wybuchowych i amunicji był zbyt wartościowy, dlatego też statek ten został wzięty jako pryz.
Kolejnym sukcesem „U-66” było zatopienie 21 lipca w odległości 60 mil morskich (110 km)na północny północny zachód od Tory Island brytyjskiego parowca „African Prince” przewożącego chińską glinę z Liverpoolu do Newport News.
2 września 1917 roku okręt podwodny „U-66” wypłynął z portu Emden w swój ostatni rejs patrolowy, który miał się odbywać na kanale La Manche. Krótko po północy 3 września „U-66” przekazał informacje o swojej lokalizacji na Morzu Północnym wskazujące na to, że okręt znajdował się za brytyjskimi zagrodami minowymi. Potem słuch o okręcie zaginął. Powojenne studia nie przyniosły wyjaśnienia zagadki losów „U-66”. Dane brytyjskie sugerują, że okręt zatonął zderzywszy się z miną na starej zagrodzie minowej w rejonie Dogger Bank lub, że został zatopiony między 1, a 11 października
| Data                  | Nazwa                         | Tonaż               | Bandera    |
| --------------------- | ----------------------------- | ------------------- | ---------- |
| 5 kwietnia 1916(dts)  | „Zent”                        | 3.890               | brytyjska  |
| 6 kwietnia 1916(dts)  | „Binicaise”                   | 151                 | francuska  |
| 7 kwietnia 1916(dts)  | „Sainte Marie”                | 397                 | francuska  |
| 8 kwietnia 1916(dts)  | „Santanderino”                | 3.346               | hiszpańska |
| 9 kwietnia 1916(dts)  | „Eastern City”                | 4.341               | brytyjska  |
| 9 kwietnia 1916(dts)  | „Glenalmond”                  | 2.888               | brytyjska  |
| 9 kwietnia 1916(dts)  | „Sjølyst”                     | 997                 | norweska   |
| 10 kwietnia 1916(dts) | „Margam Abbey”                | 4.471               | brytyjska  |
| 10 kwietnia 1916(dts) | „Unione”                      | 2.367               | włoska     |
| 11 sierpnia 1916(dts) | „Inverdruie”                  | 613                 | norweska   |
| 19 sierpnia 1916(dts) | HMS „Falmouth”*               | 5.250               | brytyjska  |
| 11 grudnia 1916(dts)  | „Bjor”                        | 1.090               | norweska   |
| 11 grudnia 1916(dts)  | „Palander”                    | 311                 | szwedzka   |
| 1 marca 1917(dts)     | „Gurre”                       | 1.733               | norweska   |
| 1 marca 1917(dts)     | „Livingstone”**               | 1.005               | norweska   |
| 22 marca 1917(dts)    | „Stuart Prince”               | 3.597               | brytyjska  |
| 27 marca 1917(dts)    | „Neath”                       | 5.548               | brytyjska  |
| 6 kwietnia 1917(dts)  | „Powhatan”                    | 6.117               | brytyjska  |
| 5 czerwca 1917(dts)   | „Amor”                        | 3.472               | włoska     |
| 5 czerwca 1917(dts)   | „Manchester Miller”           | 4.234               | brytyjska  |
| 7 czerwca 1917(dts)   | „Cranmore”*                   | 3.157               | brytyjska  |
| 7 czerwca 1917(dts)   | „Ikalis”                      | 4.329               | brytyjska  |
| 10 czerwca 1917(dts)  | „Bay State”                   | 6.583               | brytyjska  |
| 14 czerwca 1917(dts)  | „Perfect”                     | 1.088               | norweska   |
| 9 lipca 1917(dts)     | „Iparraguirre”                | 1.161               | hiszpańska |
| 21 lipca 1917(dts)    | „African Prince”              | 4.916               | brytyjska  |
| 21 lipca 1917(dts)    | „Harold”                      | 1.322               | brytyjska  |
|                       | Zatopione: Uszkodzone: Razem: | 69.967 8.407 78.374 |            |

* uszkodzony, ale niezatopiony
** wzięty jako pryz